# Rydsgårdstenen
Rydsgårdstenen, eller Södra Villiestenen, med signum DR 277, är en runsten som står i närheten av Rydsgårds gods i Villie socken, Ljunits härad i Skåne. Stenen som ristades på vikingatiden har fått en enkel ornamentik med två raka runslingor, som båda bildar formen av en romersk båge. Stenen stod i Norra Villie by och är flyttad år 1875. Den från runor översatta inskriften följer nedan. 

## Inskriften
Translitterering av runraden:
× kata × karþi × kuml × þausi × iftiʀ × suin × baluks ¶ sun × bunta × sin × saʀ × uas × þiakna × furstr
Normalisering till rundanska:
Kata gærþi kumbl þøsi æftiʀ Swen Ballungs sun, bonda sin. Saʀ was þægna fyrstr.
Översättning till nusvenska:
Kata gjorde dessa kummel efter Sven, Ballungs son, sin make. Han var den främste bland tägnar.